# Episodi di Lux Video Theatre (quinta stagione)
La quinta stagione della serie televisiva Lux Video Theatre è andata in onda negli Stati Uniti dal 26 agosto 1954 al 22 settembre 1955 sulla NBC.
| nº | Titolo originale            | Prima TV USA      |
| -- | --------------------------- | ----------------- |
| 1  | To Each His Own             | 26 agosto 1954    |
| 2  | Welcome Stranger            | 2 settembre 1954  |
| 3  | Christmas in July           | 9 settembre 1954  |
| 4  | Hold Back the Dawn          | 16 settembre 1954 |
| 5  | The Heiress                 | 23 settembre 1954 |
| 6  | Meet Jo Cathcart            | 30 settembre 1954 |
| 7  | The Mansion                 | 7 ottobre 1954    |
| 8  | A Visit from Evelyn         | 14 ottobre 1954   |
| 9  | An Angel Went AWOL          | 21 ottobre 1954   |
| 10 | September Tide              | 28 ottobre 1954   |
| 11 | Imperfect Lady              | 4 novembre 1954   |
| 12 | Five Star Final             | 11 novembre 1954  |
| 13 | Captive City                | 18 novembre 1954  |
| 14 | A Medal for Benny           | 25 novembre 1954  |
| 15 | Craig's Wife                | 2 dicembre 1954   |
| 16 | Ladies in Retirement        | 9 dicembre 1954   |
| 17 | Double Indemnity            | 16 dicembre 1954  |
| 18 | September Affair            | 23 dicembre 1954  |
| 19 | The Chase                   | 30 dicembre 1954  |
| 20 | Sunset Boulevard            | 6 gennaio 1955    |
| 21 | Penny Serenade              | 13 gennaio 1955   |
| 22 | Love Letters                | 20 gennaio 1955   |
| 23 | So Evil My Love             | 27 gennaio 1955   |
| 24 | One Foot in Heaven          | 3 febbraio 1955   |
| 25 | A Bell for Adano            | 10 febbraio 1955  |
| 26 | The Copperhead              | 17 febbraio 1955  |
| 27 | So Dark the Night           | 24 febbraio 1955  |
| 28 | Casablanca                  | 3 marzo 1955      |
| 29 | The Life of Emile Zola      | 10 marzo 1955     |
| 30 | It Grows on Trees           | 17 marzo 1955     |
| 31 | Shadow of a Doubt           | 24 marzo 1955     |
| 32 | My Name Is Julia Ross       | 31 marzo 1955     |
| 33 | The Browning Version        | 7 aprile 1955     |
| 34 | No Sad Songs for Me         | 14 aprile 1955    |
| 35 | An Act of Murder            | 21 aprile 1955    |
| 36 | The Great McGinty           | 28 aprile 1955    |
| 37 | Remember the Night          | 5 maggio 1955     |
| 38 | Eight Iron Men              | 12 maggio 1955    |
| 39 | Make Way for Tomorrow       | 19 maggio 1955    |
| 40 | Thunder on the Hill         | 26 maggio 1955    |
| 41 | The Suspect                 | 2 giugno 1955     |
| 42 | Lightning Strikes Twice     | 9 giugno 1955     |
| 43 | The Inside Story            | 16 giugno 1955    |
| 44 | Forever Female              | 23 giugno 1955    |
| 45 | Last Year's Snow            | 30 giugno 1955    |
| 46 | The Creaking Gate           | 7 luglio 1955     |
| 47 | Dark Tribute                | 14 luglio 1955    |
| 48 | Desperate Glory             | 21 luglio 1955    |
| 49 | The Bride Came C.O.D.       | 28 luglio 1955    |
| 50 | The Nine-Penny Dream        | 4 agosto 1955     |
| 51 | Perilous Deception          | 11 agosto 1955    |
| 52 | Not All Your Tears          | 18 agosto 1955    |
| 53 | June Bride                  | 25 agosto 1955    |
| 54 | The Last Confession         | 1º settembre 1955 |
| 55 | The Happy Man               | 8 settembre 1955  |
| 56 | The Lucky Finger            | 15 settembre 1955 |
| 57 | The Eyes of Father Tomasino | 22 settembre 1955 |

## To Each His Own
- Diretto da:
- Scritto da:

### Trama
- Interpreti: Mary Anderson (Corinne), Edward Ashley (Lord Desham), Gene Barry (Cosgrove / Griggsy), Ronald Brogan (Mac), Herbert Butterfield (Mr. Norris), Leonard Carey (Minister), Ken Carpenter (se stesso - annunciatore), Joan Elan (Ida Lorimer), Walter 'PeeWee' Flannery (Griggsy, as a child), Alfred Hitchcock (Lux Video Theatre Guest), Nancy Kulp (Daisy), Dorothy McGuire (Jody Norris), Jan Miner (se stessa - Spry Commercials), Ottola Nesmith (Dora), Ruth Warren (Mrs. Ingram), Brooks West (Alec)

## Welcome Stranger
- Diretto da:
- Scritto da:

### Trama
- Interpreti: Alexander Campbell (Mr. Cheeley), Ken Carpenter (se stesso - annunciatore), Bill Goodwin (dottor Fiston), Maurice Hill (Ray Cheeley), William Holden (se stesso  - presentatore), Martha Hyer (Trudy), J.M. Kerrigan (dottor Makery), Jan Miner (se stessa - Spry Commercials), Archie Mitchell (dottor Jenks), Elizabeth Patterson (dottor Gilley)

## Christmas in July
- Diretto da:
- Scritto da:

### Trama
- Interpreti: Florenz Ames, Sally Corner, Nancy Gates (Betty Casey), Harry Hayden, Peter Leeds, James Mason (se stesso  - presentatore), Robert Nichols, Alex Nicol (Jimmy MacDonald), Thelma Ritter (Lux Video Theatre Guest), Raymond Walburn (dottor Maxford)

## Hold Back the Dawn
- Diretto da:
- Scritto da:

### Trama
- Interpreti: Ken Carpenter (se stesso - annunciatore), Rosemary Clooney (se stessa  - presentatoreess), George Eldredge, Toni Gerry, Robert Emmett Keane, Leonid Kinskey, Fernando Lamas, Jan Miner (Spry Commercials), Maria Palmer

## The Heiress
- Diretto da:
- Scritto da:

### Trama
- Interpreti: Ken Carpenter (se stesso - annunciatore), Ellen Corby (Lavinia Penniman), Marilyn Erskine (Catherine Sloper), James Mason (se stesso  - presentatore), Donald Murphy (Morris Townsend), Vincent Price (dottor Austin Sloper), Joan Vohs (se stessa  - presentatoreess)

## Meet Jo Cathcart
- Diretto da:
- Scritto da:

### Trama
- Interpreti: Bruce Bennett (Ben Archer), Virginia Bruce (Jo Cathart Archer), Ken Carpenter (se stesso - annunciatore), June Evans (Mollie Ryan), Joan Freeman (Judy Archer), Beverly Garland (Mary Lou Matthews), Van Heflin (se stesso - presentatore ospite), Craig Hill (Chris Jameson), Duncan Richardson (Junior Archer)

## The Mansion
- Diretto da:
- Scritto da:

### Trama
- Interpreti: Ken Carpenter (se stesso - annunciatore), Jean Howell (Mary Fay), Olin Howland (barista), Carole Mathews (Thelma), Ralph Moody (Percy Hunter), Zachary Scott (Morgan Lacey), Mark Stevens (Lux Video Theatre Guest), Murvyn Vye (Stallings), Mary Young (Mrs. Lacey)

## A Visit from Evelyn
- Diretto da:
- Scritto da:

### Trama
- Interpreti: Lynn Bari (Evelyn), Ken Carpenter (se stesso - annunciatore), Lillian Culver (Vinnie), Raymond Greenleaf (John Case), Ann Harding (Nora Walling), Margaret Lindsay (se stessa  - presentatoreess), Eugenia Paul (Lucille), Jon Shepodd (Glen)

## An Angel Went AWOL
- Diretto da:
- Scritto da:

### Trama
- Interpreti: Ken Carpenter (se stesso - annunciatore), Joanne Dru (Polly), Robert Jordan (ragazzo at Piano), Charlotte Knight (Lucy Gilind), Margaret Lindsay (ospite intervallo), Jayne Mansfield (ragazza at Piano), George Nader (Jeremy), Angela Stevens (Christy)

## September Tide
- Diretto da:
- Scritto da:

### Trama
- Interpreti: Ken Carpenter (se stesso - annunciatore), Lisa Daniels (Cherry), Ivan Hayes (Jimmy), Margaret Lindsay (ospite intervallo), Maureen O'Sullivan (Stella), Mark Stevens (ospite intervallo), John Sutton (Evan), Philip Tonge (Robert)

## Imperfect Lady
- Diretto da:
- Scritto da:

### Trama
- Interpreti: Colin Campbell (Coates), Ken Carpenter (se stesso - annunciatore), Henry Daniell (Lord Belmont), Arthur Gould-Porter (Montalyn), Robin Hughes (Clive), Margaret Lindsay (ospite), Susan Manning (Lucy), Patricia Medina (Millicent), Richard Perl (ispettore Gerston), Thayer Roberts (Henderson), George Spaulding (Gladstone), Phyllis Stanley (Rose), Vera-Ellen (ospite)

## Five Star Final
- Diretto da:
- Scritto da:

### Trama
- Interpreti: Louise Arthur (Lottie), Ernestine Barrier (Mrs. Weeks), Marvin Bryan (Colby), Ken Carpenter (se stesso  - presentatore), Ken Christy (French), Mae Clarke (Nancy Voorhees Townsend), Delmer Daves (ospite), George Eldredge (Mr. Weeks), Joseph Granby (Mortician), Margaret Lindsay (ospite), Dayton Lummis (Michael Townsend), Shepard Menken (Rooney), Frances Mercer (Nora Fletcher), Edmond O'Brien (Randall), Benny Rubin (Jerry), Liam Sullivan (Philip Weeks), Pierre Watkin (Hinchecliffe), Joanne Woodward (Jenny Townsend)

## Captive City
- Diretto da:
- Scritto da:

### Trama
- Interpreti: Ken Carpenter (se stesso  - presentatore), Murray Hamilton, Louis Jean Heydt, Dwayne Hickman, Margaret Lindsay (ospite intervallo), Betsy Palmer, Onslow Stevens, Gig Young

## A Medal for Benny
- Diretto da:
- Scritto da:

### Trama
- Interpreti: Anne Bancroft (Lolita), Ken Carpenter (se stesso - annunciatore), George Chandler (Edgar), Ralph Dumke (Kibbe), Byron Foulger (Sam), Jim Hayward (Smiley), Selmer Jackson (General), Rick Jason (Joe), Robert Lynn (governatore), J. Carrol Naish (Charlie), Jay Novello (Rafael), Nestor Paiva (Alviso), Betsy Palmer (ospite intervallo), Frank Sully (George), Hal Taggart (Teller), Allegra Varron (Mrs. Catalina)

## Craig's Wife
- Diretto da:
- Scritto da:

### Trama
- Interpreti: Ruth Hussey (Harriet Craig), Lillian Bronson (Mrs. Harold), Paul Bryar (Gateile), Ken Carpenter (se stesso  - presentatore), Kathryn Givney (Miss Justin), Margie Liszt (Maisie), Kim Novak (se stessa - ospite intervallo), Philip Ober (Walter Craig), Emilie Poule (Mrs. Frazer), Eleanore Tanin (Ethel), Ray Walker (Birkaire)

## Ladies in Retirement
- Diretto da:
- Scritto da:

### Trama
- Interpreti: Edith Barrett (Louisa), Ken Carpenter (se stesso - annunciatore), Lisa Daniels (Lucy), Isobel Elsom (Leonora Fiske), Dianne Foster (Lux Video Theatre Guest), Elsa Lanchester (Emily), Sean McClory (Albert), Claire Trevor (Ellen Creed)

## Double Indemnity
- Diretto da:
- Scritto da:

### Trama
- Interpreti: Ken Carpenter (se stesso - annunciatore), Ray Collins (Barton Keyes), Hal K. Dawson (Jackson), Laraine Day (Phyllis Dietrichson), Nancy Evans (donna Shopper), Herbert Heyes (Mr. Norton), Margaret Lindsay (ospite (after Act 3)), Frank Lovejoy (Walter Neff), Tyler McVey (annunciatore radio), Shepard Menken (Sam Gorlopin), Donna Percy (Lola), Hugh Sanders (Mr. Dietrichson), William Walker (Janitor)

## September Affair
- Diretto da:
- Scritto da:

### Trama
- Interpreti: Robert Arthur, Tony Barrett, Ernestine Barrier, Ken Carpenter (se stesso - annunciatore), Arlene Dahl, Charles Evans, Gerry Gaylor, Irene Hervey, John Howard, Margaret Lindsay (ospite intervallo), Don Orlando, Rinati Yanni

## The Chase
- Diretto da: David Goode
- Scritto da: Cornell Woolrich

### Trama
- Interpreti: James Arness (Chuck Scott), Frances Bavier (Martha), Ken Carpenter (se stesso - annunciatore), Margaret Lindsay (Lux Video Theatre Guest), Patrick Miller (Gene Morton), Pat O'Brien (Eddie Gorman), Ruth Roman (Lorna Gorman), Charles Watts (Charley Gill)

## Sunset Boulevard
- Diretto da:
- Scritto da:

### Trama
- Interpreti: Miriam Hopkins (Norma Desmond), James Daly (Joe Gillis), Nancy Gates (Betty Schaefer), John Wengraf (Max von Mayerling), Ken Carpenter (se stesso - annunciatore), Bing Crosby (Lux Video Theatre Guest), Margaret Lindsay (Lux Video Theatre Guest), Lee Millar (Artie Green)

## Penny Serenade
- Diretto da:
- Scritto da:

### Trama
- Interpreti:  (dottore), Olive Blakeney (Miss Oliver), Ken Carpenter (se stesso - annunciatore), Lauren Chapin (Trina), Chubby Johnson (Applejack), Helen Kleeb (donna), Maureen O'Hara (se stessa - ospite intervallo), Tom Powers (giudice), Don Taylor (Roger), Phyllis Thaxter (Julie)

## Love Letters
- Diretto da:
- Scritto da:

### Trama
- Interpreti: Colin Campbell (Postman), Ken Carpenter (se stesso - annunciatore), Judith Evelyn (Dilly), Lumsden Hare (Bishop), William Holden (ospite intervallo), Charles Keane (Roger), Doris Lloyd (Beatrice), Diana Lynn (Singleton), Dan O'Herlihy (Alan), Ludwig Stössel (dottor Snider), Percival Vivian (Mack)

## So Evil My Love
- Diretto da:
- Scritto da:

### Trama
- Interpreti: Richard Aherne (Courtney), Ken Carpenter (se stesso - annunciatore), Paula Duncan (Kitty), Isobel Elsom (Miss Shoebridge), Marilyn Erskine (Olivia), Rex Evans (Edgar), Louis Hayward (Mark), Donald Lawton (Mr. Watson)

## One Foot in Heaven
- Diretto da:
- Scritto da:

### Trama
- Interpreti: Malcolm Attenberg (Potter), Ken Carpenter (se stesso - annunciatore), Jack Diamond (Hartzell), Ellen Drew (Mrs. Spence), Ralph Dumke (Thurston), Diane Jergens (Eileen), Patsy Kelly, Hugh Marlowe (reverendo Spence), Charles Meredith (dottor Romer), Isabel Randolph (Mrs. Sandow), Aldo Ray (ospite intervallo), Charles Seel (Haskins), Edgar Sterle (Ramson), Minerva Urecal (Mrs. Thorston), Larry White (Fraser)

## A Bell for Adano
- Diretto da:
- Scritto da:

### Trama
- Interpreti: Fortunio Bonanova (Gargano), Charles Bronson (sergente Borth), Ken Carpenter (annunciatore), Paul Cesari (D'Arpa), Joe Duval (Basilo), Ruth Gillis (donna), James Mason (se stesso  - presentatore), Edmond O'Brien (maggiore Jepelo), Vicente Padula (Erbo), Inez Palange (donna), George Pierrone (caporale Trapani), Frank Puglia (padre Pensovecchio), Elliott Reid (tenente Livingston), Felix Romano (Spinato), Oreste Seragnoli (Dresi), Dan Tobin (capitano Purvis), Michael Vallon (Bellianca), Tito Vuolo (Zito)

## The Copperhead
- Diretto da:
- Scritto da:

### Trama
- Interpreti: Ken Carpenter (se stesso - annunciatore), Mason Alan Dinehart (Joey), Betty Field (Martha Shanks / Madeline), Richard Garland (Hardy as a Young Man), John Ireland (Milt Shanks), Helen Kleeb (Mrs. Manning), John Lupton (Philip Manning), Patrick Miller (Gillespie as a Young Man), Ralph Moody (Gillespie as Old Man), George Pal (Lux Video Theatre Guest), William Schallert (Sam Carter), Dan White (Len Tollard), Ian Wolfe (The Rev. Andrews)

## So Dark the Night
- Diretto da:
- Scritto da:

### Trama
- Interpreti: Edgar Barrier (dottor Boucourt), Eugene Borden (Pierre Michaud), Ken Carpenter (se stesso - annunciatore), Ann Codee (Mama Michaud), Donald Crisp (se stesso - ospite intervallo), Suzanne Dalbert (Nanette Michaud), Hal Gerard (Antoine), Madeleine Holmes (Widow Bridello), Leonard Penn (Jeon), Steven Ritch (Leon Archard), Joseph Schildkraut (Henri Cassin), John Sebastian (Georges)

## Casablanca
- Diretto da:
- Scritto da:

### Trama
- Interpreti: Hoagy Carmichael (Sam), Ken Carpenter (se stesso - annunciatore), Arlene Dahl (Ilsa Lund), Paul Douglas (Rick Blaine), Carl Esmond (Victor Laszlo), Richard Flato (cameriere), Mona Freeman (se stessa - Guest), John Hoyt (capitano Louis Renault), Maureen O'Sullivan (se stessa - Guest), Dan Seymour (Signor Ferrari), Paul Simieon (Ugarte), Ivan Triesault (maggiore Strasser)

## The Life of Emile Zola
- Diretto da:
- Scritto da:

### Trama
- Interpreti: William Bakewell (maggiore Dort), Edgar Barrier (presidente of Court), Robert Burton (Cavaignac), Ken Carpenter (se stesso - annunciatore), Lee J. Cobb (Emile Zola), Booth Colman (Anatol France), Richard Deacon (Van Cassell), James Dean, Larry Dobkin (Labori), Elinor Donahue (Helen Richards), Gloria Holden (Alexandrine Zola), Donald Lawton (Richards), Dayton Lummis (colonnello Picquart), Shepard Menken (Paul Cezanne), Joy Page (Madame Dreyfus), Paul Richards (maggiore Walsin-Esterhazy), Lawrence Ryle (maggiore Henry), Guy Sorel (Georges Clemenceau), Robert Warwick (capo Of Staff)

## It Grows on Trees
- Diretto da:
- Scritto da:

### Trama
- Interpreti: Butch Bernard (Flip Baxter), Robert Bruce (poliziotto), Alexander Campbell (Carrollman), Ken Carpenter (se stesso - annunciatore), Lauren Chapin (Midge Baxter), Richard H. Cutting (Leatherbee), Dabbs Greer (Macguire), Henry Hunter (Murchison), Ruth Hussey (Polly Baxter), David Janssen (Ralph), Charlotte Knight (Mrs. Pryor), Forrest Lewis (dottor Burrows), James Mason (se stesso  - presentatore), Maureen O'Sullivan (ospite intervallo), Yvonne Peattie (Secretary), Robert Preston (Phil Baxter), Ralph Sanford (della poliziaSgt.), Leigh Snowden (Diane Baxter), Pierre Watkin (Sleamish)

## Shadow of a Doubt
- Diretto da:
- Scritto da:

### Trama
- Interpreti: Ken Carpenter (se stesso - annunciatore), George Chandler (Joe), Byron Foulger (Herby Hawkins), Frank Lovejoy (zio Charlie), Charles Meredith (Reverend), Helena Nash (Mrs. Potter), Barbara Rush (Charlotte), Sarah Selby (Emmy), Grant Williams (Jack Graham)

## My Name Is Julia Ross
- Diretto da:
- Scritto da:

### Trama
- Interpreti: Fay Bainter (Mrs. Hughes), Ken Carpenter (se stesso - annunciatore), Terence de Marney (Peters), Leslie Denison (sergente), Beverly Garland (Julia Ross), Lumsden Hare (Vicar), Brian Keith (ospite intervallo), Beryl Machin (Mrs. Sparkes), Maureen O'Sullivan (ospite intervallo), Tudor Owen (Gatekeeper), Paul Richards (Ralph), Phyllis Stanley (Alice), Justice Watson (dottor Kellebar)

## The Browning Version
- Diretto da:
- Scritto da:

### Trama
- Interpreti: Ken Carpenter (se stesso - annunciatore), Paul Cavanagh (Frobisher), Christopher Cook (Taplow), Robert Douglas (Frank Hunter), Judith Evelyn (Mrs. Crocker-Harris), Betty Harford (Mrs. Gilbert), Herbert Marshall (Andrew Crocker-Harris), Rod Taylor (Mr. Gilbert)

## No Sad Songs for Me
- Diretto da:
- Scritto da:

### Trama
- Interpreti: Katharine Bard (Chris Mathison), Linda Bend (Polly Scott), William Campbell (ospite intervallo), Ken Carpenter (se stesso - annunciatore), Betty Hanna (Mona), William Hopper (Brad Scott), Selmer Jackson (Mr. Coswell), Doris Kapman (Frieda), Maidie Norman (Flora), Maureen O'Sullivan (ospite intervallo), Tom Powers (dottor Franco), Claire Trevor (Mary Scott), Jeane Wood (Louise Spears)

## An Act of Murder
- Diretto da:
- Scritto da:

### Trama
- Interpreti: Sally Brophy (Ellie), Ken Carpenter (se stesso - annunciatore), Ray Danton (David Douglas), Joseph Granby (dottor Boyd), Ann Harding (Cathy Cook), Donald Ken (Mr. Russell), Dayton Lummis (dottor Morrison), Lewis Martin (Charles Dayton), Thomas Mitchell (giudice Calvin Cook), Howard St. John (giudice Ogden), Ruth Warren (Mrs. Russell)

## The Great McGinty
- Diretto da:
- Scritto da:

### Trama
- Interpreti: Rand Brooks (zio George), Ken Carpenter (se stesso - annunciatore), Ken Christy (Opposition Speaker), Brian Donlevy (Daniel J. McGinty), Nancy Gates (Catharina), Thomas Gomez (The Boss), Paul Harvey (Maxwell), Jerry Mathers (ragazzino), Lillian Molieri (Girt at Bar), Maureen O'Sullivan (ospite intervallo), William Schallert (Thompson), Hal Taggart (Mayor Tillinghest), Jeri Weil (Little Girl), Jesse White (Sigmund)

## Remember the Night
- Diretto da:
- Scritto da:

### Trama
- Interpreti: Ken Carpenter (se stesso - annunciatore), Don DeFore (Jack Sargent), Edith Evanson (Zia Emma), Helen Mayon (Mrs. Leander), Alex Nicol (ospite intervallo), Dennis O'Keefe, Elizabeth Patterson (Mrs. Sargent), Jan Sterling (Lee), Lyle Talbot (O'Leary), Bob Wehling (Willie), Douglas Wilson (Tom)

## Eight Iron Men
- Diretto da:
- Scritto da:

### Trama
- Interpreti: Dan Barton (tenente Crane), Ken Carpenter (se stesso - annunciatore), Alan Dexter (capitano Treiswaney), James Dobson (Daggart), Paul Gilbert (Coliussi), Kathryn Grant (Lux Video Theatre Guest), Alvin Greenmar (Shapiro), Russell Johnson (Carter), Alex Nicol (Macney), Maureen O'Sullivan (Lux Video Theatre Guest), Gene Reynolds (Coke), William Schallert (Ferguson), Carl 'Alfalfa' Switzer (Mailer)

## Make Way for Tomorrow
- Diretto da:
- Scritto da:

### Trama
- Interpreti: William Bakewell (Robert), Lynn Bari (Callous Daughter), Sheila Bromley (Nellie), Ken Carpenter (se stesso - annunciatore), Sylvia Field (Father), Betty Hanna (Cora), Henry Hunter (Mr. Norton), Barney Phillips (Bill), Olive Sturgess (Rhonda), Jack Tessier (Reuben), Ernest Truex (Mother), Michael Whalen (George)

## Thunder on the Hill
- Diretto da:
- Scritto da:

### Trama
- Interpreti: John Alderson (Willie), Margaret Brewster (Sorella Josephine), Nana Bryant (reverendo Mother), Ken Carpenter (se stesso - annunciatore), Donald Crisp (se stesso - presentatore ospite), Vera Denham (Martha), Beverly Garland (Valerie), Beryl Machin (Pierre), Rex Reason (dottor Jeffries), Phyllis Stanley (infermiera Phillips), Phyllis Thaxter (Sorella Mary), Rhys Williams (Melling)

## The Suspect
- Diretto da:
- Scritto da:

### Trama
- Interpreti: Ken Carpenter (se stesso - annunciatore), John Dehner (Gilbert Simmone), Mary Flynn (Edith Simmone), Toni Gerry (Mary Grey), John Hoyt (Musley), Larry Kerr (Griswold), Richard Lupino (John Marshall), Robert Newton (Philip Marshall), Erin O'Brien-Moore (Cora Marshall), Barry Sullivan (se stesso - presentatore ospite), Peter J. Votrian (Marridew)

## Lightning Strikes Twice
- Diretto da:
- Scritto da:

### Trama
- Interpreti: Janet Blair (Shelly Carnes), Ken Carpenter (se stesso - annunciatore), Robert Clarke (Harvey), Kathryn Givney (Myra), Tab Hunter (se stesso - presentatore ospite), Dan O'Herlihy (Trevelyan), Leonard Penn (padre Paul), Fay Roope (J.D. Nolan), Lorna Thayer (Liza), Ralph Votrian (String)

## The Inside Story
- Diretto da:
- Scritto da:

### Trama
- Interpreti: Irene Anders (Francine), James Barton (zio Ed), Ray Bennett (sceriffo), James Best (Waldo), Ken Carpenter (se stesso - annunciatore), George Chandler (Eustace Peabody), Byron Foulger (Horace), Taylor Holmes (Jay-Jay Johnson), Carroll McComas (Mrs. Atherton), Vera Miles (Audrey O'Connor), Gordon Mills (Tom O'Connor), Thomas Mitchell (se stesso - presentatore ospite), Bob Wehling (Ab Follansbee)

## Forever Female
- Diretto da:
- Scritto da:

### Trama
- Interpreti: Anne Bancroft (Sally), Ken Carpenter (se stesso - annunciatore), Fred Clark (Harry Phillips), Bob Hope (Lux Video Theatre Guest), Otto Kruger (se stesso - presentatore ospite), Anita Louise (Betrice Page), Jeanette Miller (Patty), Maidie Norman (Maid), Richard Shannon (Stanley Crown)

## Last Year's Snow
- Diretto da:
- Scritto da:

### Trama
- Interpreti: Edgar Barrier, Steve Brodie (Joe), Ken Carpenter (annunciatore), Constance Ford (Marty), Steven Geray, Otto Kruger (se stesso  - presentatore), Paul Langton (Carl), Forrest Lewis, Alex Nicol (Lux Video Theatre Guest), Jack Rutherford

## The Creaking Gate
- Diretto da:
- Scritto da:

### Trama
- Interpreti: Philip Abbott (dottor Glennon), Paul Bryar (Plainclothesman), Ken Carpenter (se stesso - annunciatore), Betty Cope (Sadie), Robert Cornthwaite (Egan), Russell Gaige (Mr. Williams), Beverly Garland (Joyce Williams), Chubby Johnson (Fogarty), Jack Kelly (ospite intervallo), Otto Kruger (se stesso  - presentatore), Patrick Miller (dottor Bob Monroe)

## Dark Tribute
- Diretto da:
- Scritto da:

### Trama
- Interpreti: Ken Carpenter (se stesso - annunciatore), Gage Clarke, Robert Coote, Otto Kruger (se stesso  - presentatore), Maureen O'Sullivan (Lux Video Theatre Guest), Rod Taylor

## Desperate Glory
- Diretto da:
- Scritto da:

### Trama
- Interpreti: Ken Carpenter (se stesso - annunciatore), Dean Cromer (Fyodor), Joe De Santis (Anton Maxuranic), Grace Field (Manya Maxuranic), Faith Geer (Teacher), Otto Kruger (se stesso  - presentatore), Peter Mamakos (Dmitri), Joel McCrea (se stesso (guest)), Stafford Repp (Igor Pitrovski), Darla Ridgeway (Sophia), Paul Sorensen (Ilya), Ruth Swanson (Tamara Zabutov), Michael Vallon (Paul Stephani), Reba Waters (Ella Maxuranic)

## The Bride Came C.O.D.
- Diretto da:
- Scritto da:

### Trama
- Interpreti: Florenz Ames (Pop), Alexander Campbell (Mr. Winfield), Ken Carpenter (se stesso - annunciatore), Joyce Holden (Joan Winfield), Tom Jordan (The Pilot), Otto Kruger (se stesso  - presentatore), Eddie Marr (Peewee), Maureen O'Sullivan (ospite intervallo), Ron Randall (Steve Collins), Ralph Sanford (McGee), Patrick Waltz (Allen Brice)

## The Nine-Penny Dream
- Diretto da:
- Scritto da:

### Trama
- Interpreti: Ken Carpenter (se stesso  - presentatore), Lloyd Corrigan (Horace), Lisa Daniels (Pam), Charles Davis (Bestman), Dulcy Jordan (Cynthia), Otto Kruger (se stesso  - presentatore), Aldo Ray (se stesso - ospite intervallo), Betty Sinclair (Agnes), Liam Sullivan (Tod), Lyle Talbot (Abner)

## Perilous Deception
- Diretto da:
- Scritto da:

### Trama
- Interpreti: David Alpert (poliziotto), Eve Brent (Waitress), Ken Carpenter (se stesso - annunciatore), James Flavin (Heineman), William Hopper (se stesso  - presentatore), David Janssen (Joe Davies), Karen Kadler (Vera Collins), April Kent (Agnes), Otto Kruger (se stesso  - presentatore), Forrest Lewis (Mr. Beacham), Stewart Nedd (Chris Collins), Maureen O'Sullivan (ospite intervallo), Ruth Warren (Mrs. Beacham)

## Not All Your Tears
- Diretto da:
- Scritto da:

### Trama
- Interpreti: Nelson Booth (barista), Kathleen Freeman (Connie), Thomas Browne Henry (Barnes), William Hopper (se stesso - annunciatore), Otto Kruger (se stesso  - presentatore), Helen Mayon (Mrs. Carmody), Howard Negley (colonnello Powell), Richard Shannon (Steve), Arleen Whelan (Sue)

## June Bride
- Diretto da:
- Scritto da:

### Trama
- Interpreti: Jerry Alton (Bud Mitchell), Walter Baldwin (Mr. Brinker), Ken Carpenter (se stesso - annunciatore), Marguerite Chapman (Linda), Gordon Douglas (ospite intervallo), Isobel Elsom (Mrs. Brinker), Tussa Haig (Paula), Dennis King Jr. (Scott), Otto Kruger (se stesso  - presentatore), Ann Macomber (Rosemary), Norma Jean Nilsson (Moe), Helene Stanley (Jean), Jerome Thor (Carey), Ben Tucker (Jim MItchell)

## The Last Confession
- Diretto da:
- Scritto da:

### Trama
- Interpreti: Edward Binns (pubblico ministero), Ken Carpenter (se stesso - annunciatore), Billy Chapin (Gaston), Stephen Coit (Jean), John Eldredge (Defense Attorney), Eduard Franz (padre Pierre), Howard Hoffman (giudice), Phil Karlson (ospite intervallo), Berry Kroeger (M. Didot), Otto Kruger (se stesso  - presentatore), Eddie Marr (secondino), Lisa Montell (Suzanne), Maureen O'Sullivan (ospite intervallo)

## The Happy Man
- Diretto da:
- Scritto da:

### Trama
- Interpreti: Ken Carpenter (se stesso - annunciatore), Herbert Ellis (poliziotto), Robert Emhardt (Herb), Marilyn Erskine (Clara), Judith Evelyn (Martha), Kurt Kasznar (Sam Ross), Otto Kruger (Program Host), Lucy Marlow (ospite intervallo)

## The Lucky Finger
- Diretto da:
- Scritto da:

### Trama
- Interpreti: Barbara Ainslee (Puck), Irene Anders (Honor), Edith Barrett (Julie), Ken Carpenter (se stesso - annunciatore), Jim Hyland (Mossy), Otto Kruger (se stesso  - presentatore), James Lilborn (Charles), Margaret Lindsay (ospite intervallo), Kathleen Mulqueen (Statia), Alan Napier (Sir Adrian), Helena Nash (Marge), J. Pat O'Malley (Richard), Bob Wehling (Brennan)

## The Eyes of Father Tomasino
- Diretto da:
- Scritto da:

### Trama
- Interpreti: Stanley Adams (Cuneo), Larry J. Blake (Kilrain), Keefe Brasselle (Joe Martini), Leonard Bremen (barista), Ken Carpenter (se stesso - annunciatore), Marc Cavell (Peanuts), Joe De Santis (Sylvio), Bill Justin (Campini), Otto Kruger (se stesso  - presentatore), Eddie Marr (Gillen), Katherine Minciotti (Mama), GeGe Pearson (Veda), Mark Stevens (ospite intervallo), Gloria Talbott (Anna)